# B.League
La B.League (Bリーグ), conosciuta anche con il nome di B1 League, è la principale lega professionistica di pallacanestro del Giappone. La lega è gestita dalla Japan Professional Basketball League ed è stata costituita a seguito della fusione tra la National Basketball League, gestista dalla Federazione cestistica del Giappone affiliata alla FIBA, e la Bj league, gestita in modo indipendente. La fusione era stata imposta dalla FIBA come condizione per la riammissione del Giappone come membro, dopo la sospensione avvenuta nel novembre 2014. La lega ha iniziato a giocare a settembre 2016.

## Storia
La Federazione cestistica del Giappone è stata fondata nel 1930 e ha gestito le principali leghe di basket giapponesi con vari nomi dal 1967. Nel corso della sua storia, le squadre erano affiliate a grandi aziende del paese e i giocatori erano registrati come impiegati dalle rispettive società proprietarie, anziché come cestisti professionisti. Nei primi anni '90, il calcio in Giappone si allontanò da una struttura aziendale simile, lanciando la J1 League nel 1993. Nello stesso anno, la JBA iniziò a studiare la professionalizzazione del basket in Giappone e nel 1997 revocò il divieto per i giocatori professionisti. Nonostante ciò, la struttura della JBL Super League, che operò nei primi anni duemila, rimase di natura amatoriale, con la maggior parte delle squadre ancora sotto il controllo di uno sponsor o di un'azienda.  

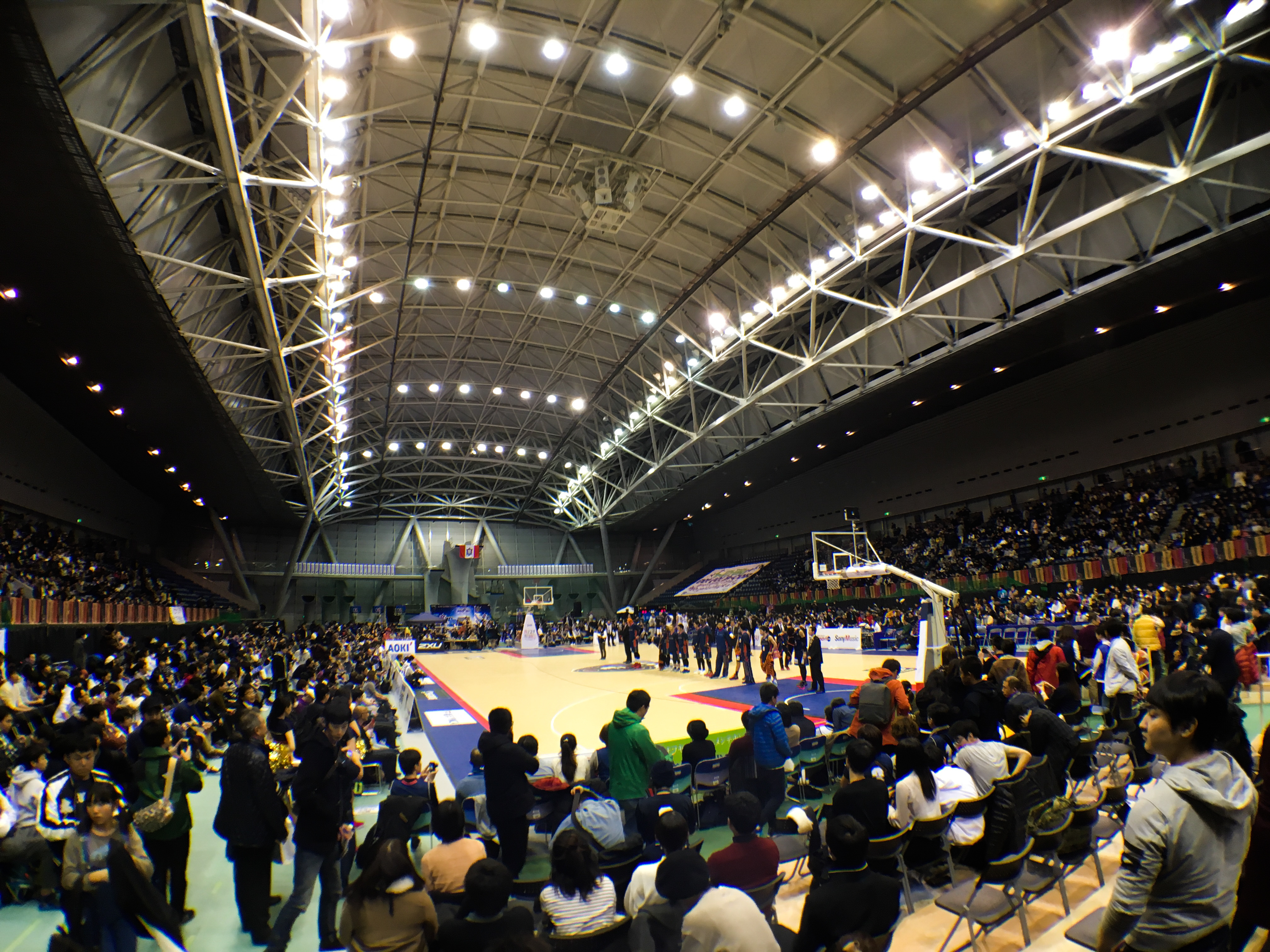
Yokohama B-Corsairs vs. Seahorses Mikawa, nella prima stagione della lega,

Nel 2005 fu lanciata la Bj league, una lega rivale della JBL Super League, basata su un sistema di franchigie professionistiche simile a quello americano della NBA. In risposta, nel 2007 la JBA rilanciò la Super League con il nuovo formato di Japan Basketball League (JBL), ma la competizione continuò a includere sia squadre professionistiche sia squadre aziendali. La JBL fu nuovamente rinominata National Basketball League nel 2013.
La FIBA, l'ente internazionale che governa il basket, si preoccupò della frammentazione e della disorganizzazione dello sport nel paese. Dopo che la JBA non riuscì a rispettare le scadenze per la riorganizzazione delle leghe nazionali, la FIBA sospese il Giappone dalle competizioni internazionali nel novembre 2014. Fu quindi creata una task force per studiare la riforma delle leghe e Saburō Kawabuchi fu nominato co-presidente della JBA. Nel maggio 2015, su raccomandazione della FIBA, Kawabuchi divenne presidente della JBA.
Nel giugno 2015 fu annunciata la fusione delle due leghe rivali nella B.League, e nell'agosto dello stesso anno la FIBA revocò la sospensione internazionale. Nel marzo 2016, la compagnia di telecomunicazioni SoftBank fu nominata sponsor principale per la stagione inaugurale della nuova lega.

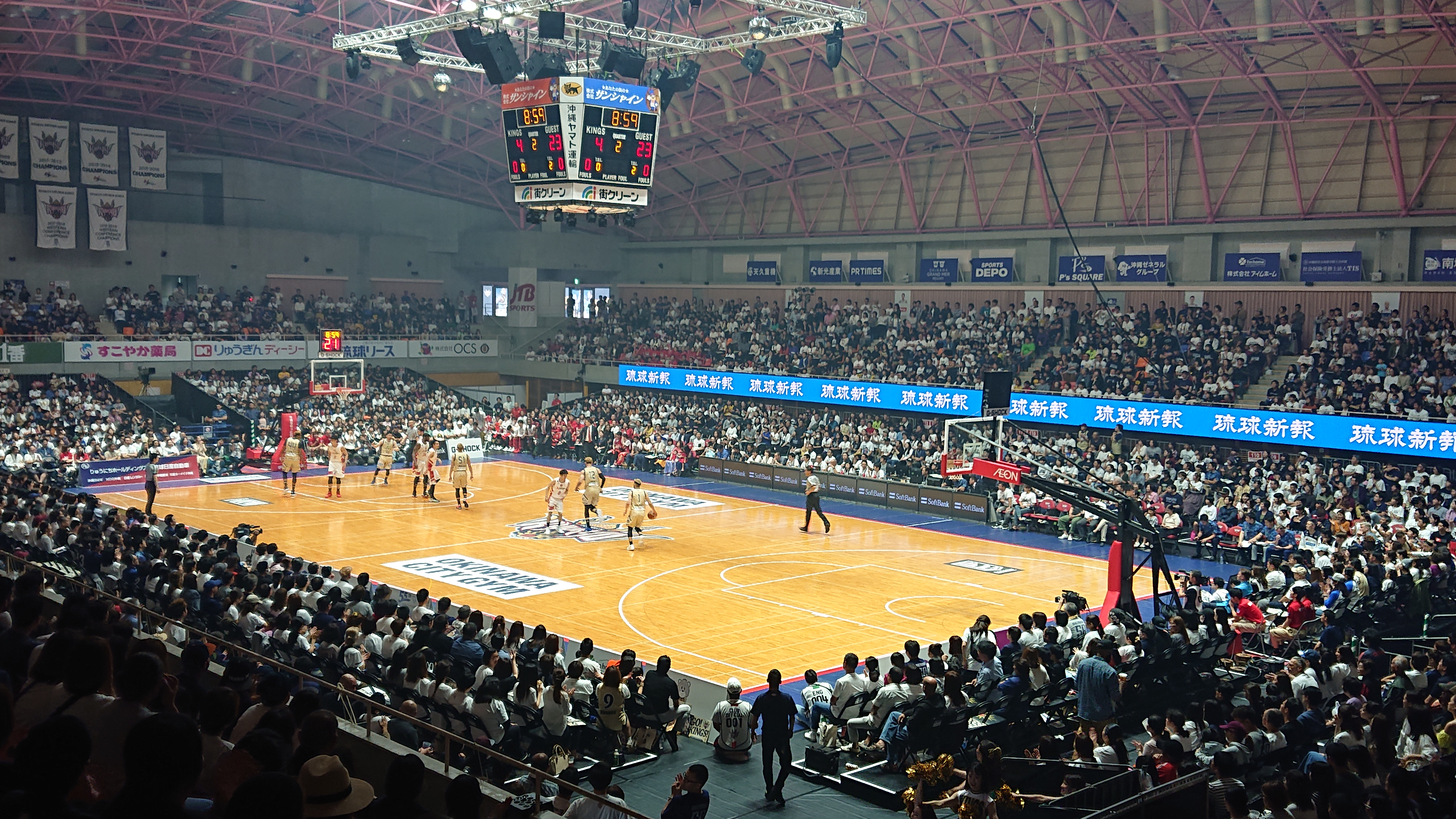
Gara 1 delle semifinali della stagione 2018-19 tra i Ryukyu Golden Kings ed i Nagoya Diamond Dolphins

La stagione 2016-17 ebbe inizio con una partita inaugurale tra gli Alvark Tokyo, quattro volte campioni della JBL/NBL e primi classificati nella stagione 2015-16 della NBL, e i Ryukyu Golden Kings, quattro volte campioni della Bj league e vincitori del campionato 2015-16, disputata allo Yoyogi National Gymnasium il 22 settembre 2016. Il 24 settembre ebbe poi inizio il primo turno completo di gare che coinvolse tutte le altre squadre.
Dalla stagione 2021-22, i vincitori e i secondi classificati di ogni stagione si qualificano per la East Asia Super League. Mentre a partire dalla stagione 2023-2024, i vincitori del campionato ottengono la qualificazione diretta per la Basketball Champions League Asia, la massima competizione continentale per club.

## Formato
Nella prima divisione, ogni squadra disputa una stagione regolare di 60 partite, che include 36 gare contro squadre della propria conference (4 partite contro ciascuna squadra) e 24 gare contro squadre dell'altra conference (2 partite contro otto squadre e 4 partite contro le restanti due).
Otto squadre si qualificano per i playoff: le prime tre classificate di ciascuna conference e le due squadre con il miglior record complessivo, indipendentemente dalla conference di appartenenza, come wild card.
I playoff si articolano in tre fasi: quarti di finale, semifinali e finale, tutte disputate al meglio delle tre partite. Ogni turno si gioca sul campo della squadra che ha ottenuto la percentuale di vittorie più alta durante la stagione regolare .
La B.League solitamente organizza ogni anno i playoff di promozione-retrocessione per determinare quali squadre della B2 League verranno promosse in prima divisione e quali squadre della prima divisione verranno retrocesse in B2 League per la stagione successiva.
Per la stagione 2020-21, condizionata dalla pandemia da COVID-19, venne annunciato che le prime due squadre della seconda divisione sarebbero state promosse automaticamente in prima divisione, mentre non sarebbero state effettuate altre promozioni o retrocessioni.

## Regole giocatori stranieri
Ogni club della prima divisione può registrare fino a tre giocatori stranieri, escluso un giocatore nato all'estero ma naturalizzato cittadino giapponese. Durante le partite, è consentito schierare in campo contemporaneamente un massimo di due giocatori stranieri, mentre i giocatori naturalizzati sono considerati cittadini giapponesi e non sono soggetti a restrizioni. Ogni squadra può avere un solo giocatore naturalizzato.
In conformità con i regolamenti della Federazione cestistica del Giappone, i cittadini stranieri nati o cresciuti in Giappone e che abbiano completato la scuola elementare e la scuola media inferiore in Giappone non saranno considerati giocatori stranieri ai fini di queste regole.

## Squadre attuali

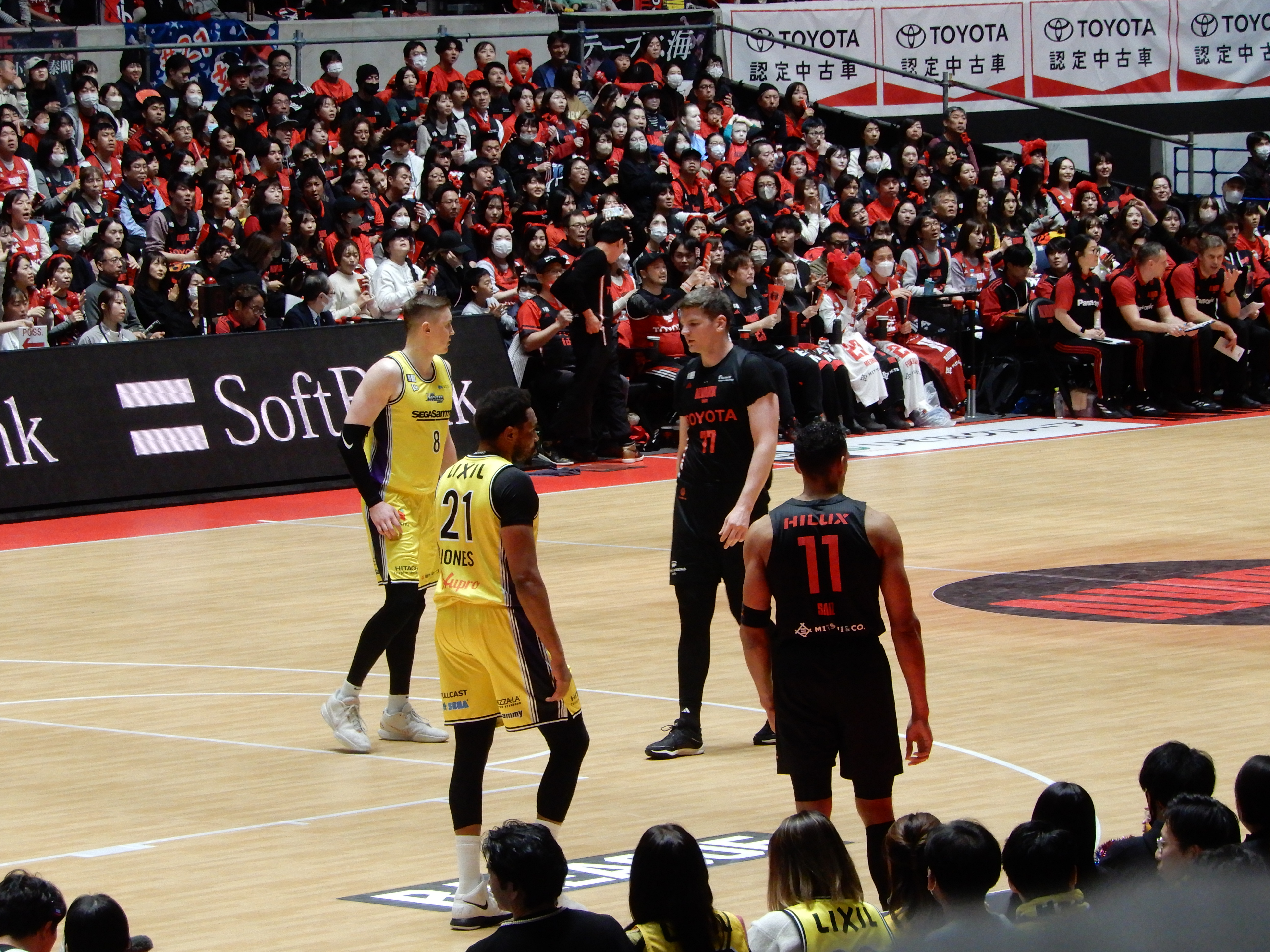
Alvark Tokyo vs. Sunrockers Shibuya, al Yoyogi National Gymnasium durante la stagione regolare 2024-2025

Nella stagione 2014-15, la NBL contava 12 squadre, la National Basketball Development League (NBDL, la seconda divisione della NBL) ne aveva 10 e la Bj league ne comprendeva 24, per un totale di 46 squadre che presentarono domanda di ammissione alla stagione inaugurale della B.League nel 2016-17. A queste si aggiunsero i Wakayama Trians, che si erano ritirati dalla NBL nel gennaio 2015 a causa di difficoltà finanziarie.
Alla fine, tutte le squadre furono accettate nella nuova lega, ad eccezione dei Trians e degli Hiroshima Lightning, che erano al loro primo anno come squadra di espansione della Bj league. L'assegnazione delle 45 squadre alle tre divisioni della nuova lega, fu annunciata in due fasi, a luglio e agosto 2015.
Nell'aprile 2016, la lega annunciò le regole relative ai nomi ufficiali delle squadre, ai nomi abbreviati e alle sigle da utilizzare. Fu inoltre pubblicata una lista con i nomi ufficiali dei club per la stagione 2016-17.
A partire dalla stagione 2020-21, la B.League fu riformata in due sole conference, East e West, sia per la prima che per la seconda divisione. Tuttavia, dalla stagione 2022-23, la prima divisione tornò a un sistema a tre conference: East, Central e West. Dalla stagione 2025-26 viene nuovamente riformata in due conference, East e West.

### B1 League 2025-2026
| Conference | Squadra                  | Città, Prefettura    | Arena                                 | Capienza |
| ---------- | ------------------------ | -------------------- | ------------------------------------- | -------- |
| Est        | Akita Northern Happinets | Akita, Akita         | CNA Arena Akita                       | 5,000    |
| Est        | Altiri Chiba             | Chiba, Chiba         | Chiba Port Arena                      | 7,512    |
| Est        | Alvark Tokyo             | Shibuya, Tokyo       | Yoyogi National Gymnasium             | 13,291   |
| Est        | Chiba Jets Funabashi     | Funabashi, Chiba     | LaLa arena TOKYO-BAY                  | 11,000   |
| Est        | Gunma Crane Thunders     | Ōta, Gunma           | Open House Arena Ota                  | 5,000    |
| Est        | Ibaraki Robots           | Mito, Ibaraki        | Adastria Mito Arena                   | 5,000    |
| Est        | Kawasaki Brave Thunders  | Kawasaki, Kanagawa   | Kawasaki Todoroki Arena               | 6,500    |
| Est        | Koshigaya Alphas         | Koshigaya, Saitama   | Koshigaya Municipal General Gymnasium | 4,472    |
| Est        | Levanga Hokkaido         | Sapporo, Hokkaidō    | Hokkai Kitayell                       | 8,000    |
| Est        | Sendai 89ers             | Sendai, Miyagi       | Xebio Arena Sendai                    | 4,002    |
| Est        | SunRockers Shibuya       | Shibuya, Tokyo       | Aoyama Gakuin University Gymnasium    | 2,500    |
| Est        | Utsunomiya Brex          | Utsunomiya, Tochigi  | Brex Arena Utsunomiya                 | 2,900    |
| Est        | Yokohama B-Corsairs      | Yokohama, Kanagawa   | Yokohama International Swimming Pool  | 5,000    |
| Ovest      | Fighting Eagles Nagoya   | Nagoya, Aichi        | Biwajima Sports Center                |          |
| Ovest      | Hiroshima Dragonflies    | Hiroshima, Hiroshima | Hiroshima Sun Plaza                   | 6,052    |
| Ovest      | Kyoto Hannaryz           | Kyoto, Kyoto         | Hannaryz Arena                        | 2,500    |
| Ovest      | Nagasaki Velca           | Nagasaki, Nagasaki   | Happiness Arena                       | 6,000    |
| Ovest      | Nagoya Diamond Dolphins  | Nagoya, Aichi        | Dolphins Arena                        | 7,515    |
| Ovest      | Osaka Evessa             | Osaka, Osaka         | Ookini Arena Maishima                 | 7,056    |
| Ovest      | Ryukyu Golden Kings      | Okinawa, Okinawa     | Okinawa Arena                         | 10,000   |
| Ovest      | Saga Ballooners          | Saga, Saga           | Saga Prefectural Gymnasium            | 8,400    |
| Ovest      | San-en NeoPhoenix        | Toyohashi, Aichi     | Toyohashi City General Gymnasium      | 3,500    |
| Ovest      | SeaHorses Mikawa         | Kariya, Aichi        | Wing Arena Kariya                     | 2,376    |
| Ovest      | Shiga Lakes              | Ōtsu, Shiga          | Shiga Daihatsu Arena                  | 5,000    |
| Ovest      | Shimane Susanoo Magic    | Matsue, Shimane      | Matsue City General Gymnasium         | 2,981    |
| Ovest      | Toyama Grouses           | Toyama, Toyama       | Toyama City Gymnasium                 | 4,650    |

## Albo d'oro
| Stagione  | Vincitore                                 | Serie                                     | Secondo Posto                             |
| 2016-2017 | Link Tochigi Brex                         | 85-79                                     | Toshiba Brave Th.                         |
| 2017-2018 | Alvark Tokyo                              | 85-60                                     | Chiba J. Funabashi                        |
| 2018-2019 | Alvark Tokyo                              | 71-67                                     | Chiba J. Funabashi                        |
| 2019-2020 | Annullato a causa della pandemia COVID-19 | Annullato a causa della pandemia COVID-19 | Annullato a causa della pandemia COVID-19 |
| 2020-2021 | Chiba J. Funabashi                        | 2-1                                       | Utsunomiya Brex                           |
| 2021-2022 | Utsunomiya Brex                           | 2-0                                       | Ryukyu G. Kings                           |
| 2022-2023 | Ryukyu G. Kings                           | 2-0                                       | Chiba J. Funabashi                        |
| 2023-2024 | Hiroshima Drag.                           | 2-1                                       | Ryukyu G. Kings                           |
| 2024-2025 | Utsunomiya Brex                           | 2-1                                       | Ryukyu G. Kings                           |

## Titoli per squadra
| Club               | Titolo | Città      | Anno             |
| ------------------ | ------ | ---------- | ---------------- |
| Utsunomiya Brex    | 3      | Utsunomiya | 2017, 2022, 2025 |
| Alvark Tokyo       | 2      | Tokyo      | 2018, 2019       |
| Hiroshima Drag.    | 1      | Hiroshima  | 2024             |
| Ryukyu G. Kings    | 1      | Okinawa    | 2023             |
| Chiba J. Funabashi | 1      | Funabashi  | 2021             |

## Premi individuali
Al termine di ogni stagione regolare viene tenuta una cerimonia in cui vengono assegnati i premi individuali per la stagione appena terminata. La cerimonia di premiazione segna la fine dell'anno sportiva e riconosce i risultati ottenuti da giocatori, allenatori, arbitri e altri che si sono distinti nel corso della stagione.

### MVP
| Stagione | Giocatore       | Squadra            |
| -------- | --------------- | ------------------ |
| 2016-17  | Nick Fazekas    | Kawasaki Brave Th. |
| 2017-18  | Makoto Hiejima  | SeaHorses Mikawa   |
| 2018-19  | Yuki Togashi    | Chiba J. Funabashi |
| 2019-20  | Daiki Tanaka    | Alvark Tokyo       |
| 2020-21  | Kosuke Kanamaru | SeaHorses Mikawa   |
| 2021-22  | Yuma Fujii      | Kawasaki Brave Th. |
| 2022-23  | Yuki Kawamura   | Yokoh. B-Corsairs  |
| 2023-24  | D.J. Newbill    | Utsunomiya Brex    |

### Miglior Difensore
| Stagione | Giocatore       | Squadra            |
| -------- | --------------- | ------------------ |
| 2016-17  | Yūsuke Endō     | Utsunomiya Brex    |
| 2017-18  | Ryoma Hashimoto | SeaHorses Mikawa   |
| 2018-19  | Yūsuke Endō     | Utsunomiya Brex    |
| 2019-20  | Yuma Fujii      | Kawasaki Brave Th. |
| 2020-21  | Yuma Fujii      | Kawasaki Brave Th. |
| 2021-22  | Yuma Fujii      | Kawasaki Brave Th. |
| 2022-23  | Shuta Hara      | Chiba J. Funabashi |
| 2023-24  | Yudai Baba      | Nagasaki Velca     |

### Matricola dell'anno
| Stagione | Giocatore     | Squadra            |
| -------- | ------------- | ------------------ |
| 2016-17  | Leo Vendrame  | SunRock. Shibuya   |
| 2017-18  | Yudai Baba    | Alvark Tokyo       |
| 2018-19  | Yuta Okada    | SeaHorses Mikawa   |
| 2019-20  | Satoru Maeda  | Toyama Grouses     |
| 2020-21  | Kai Toews     | Utsunomiya Brex    |
| 2021-22  | Yudai Nishida | SeaHorses Mikawa   |
| 2022-23  | Yuki Kawamura | Yokoh. B-Corsairs  |
| 2023-24  | Ren Kanechika | Chiba J. Funabashi |

### Miglior Sesto uomo
| Stagione | Giocatore        | Squadra            |
| -------- | ---------------- | ------------------ |
| 2016-17  | Tyler Stone      | Chiba J. Funabashi |
| 2017-18  | Yuma Fujii       | Kawasaki Brave Th. |
| 2018-19  | Yudai Baba       | Alvark Tokyo       |
| 2019-20  | Yuma Fujii       | Kawasaki Brave Th. |
| 2020-21  | Takuya Hashimoto | Osaka Evessa       |
| 2021-22  | Chris Smith      | Chiba J. Funabashi |
| 2022-23  | Chris Smith      | Chiba J. Funabashi |
| 2023-24  | Kerry Blackshear | Hiroshima Drag.    |

### Miglior Marcatore
| Stagione | Giocatore       | Squadra            |
| -------- | --------------- | ------------------ |
| 2016-17  | Nick Fazekas    | Kawasaki Brave Th. |
| 2017-18  | Davante Gardner | Niigata Albirex BB |
| 2018-19  | Davante Gardner | Niigata Albirex BB |
| 2019-20  | Davante Gardner | SeaHorses Mikawa   |
| 2020-21  | Nick Mayo       | Levanga Hokkaido   |
| 2021-22  | Shawn Long      | Levanga Hokkaido   |
| 2022-23  | Perrin Buford   | Shimane S. Magic   |
| 2023-24  | Perrin Buford   | Shimane S. Magic   |

### Miglior Allenatore
| Stagione | Allenatore     | Squadra            |
| -------- | -------------- | ------------------ |
| 2016-17  | Thomas Wisman  | Utsunomiya Brex    |
| 2017-18  | Luka Pavićević | Alvark Tokyo       |
| 2018-19  | Luka Pavićević | Alvark Tokyo       |
| 2019-20  | Non assegnato  | Non assegnato      |
| 2020-21  | Atsushi Ono    | Chiba J. Funabashi |
| 2021-22  | Ryūzō Anzai    | Utsunomiya Brex    |
| 2022-23  | Dai Oketani    | Ryukyu G. Kings    |
| 2023-24  | Kyle Milling   | Hiroshima Drag.    |